# Isla Santa Margarita
Isla Santa Margarita är en ö i Mexiko. Den tillhör kommunen Comondú i delstaten Baja California Sur, i den västra delen av landet. Tillsammans med Isla Santa Magdalena utgör de barriäröar för Magdalenaviken. Arean är 215 kvadratkilometer. Samhället Puerto Alcatraz finns på den nordvästra sidan av ön, och hade 156 invånare vid en folkmätning år 2010.